# Sempervivum wulfenii
Sempervivum wulfenii là một loài thực vật có hoa trong họ Crassulaceae. Loài này được Hoppe ex Mert. & W.D.J.Koch miêu tả khoa học đầu tiên năm 1831.